# Edward S. Bragg
Edward Stuyvesant Bragg (Unadilla, 20 de febrero de 1827-Fond du Lac, 20 de junio de 1912) fue un político, abogado, soldado y diplomático estadounidense. Fue un consumado oficial del Ejército de la Unión durante la Guerra de Secesión y sirvió cuatro mandatos en la Cámara de Representantes de los Estados Unidos representando a Wisconsin. Posteriormente, fue ministro de Estados Unidos en México durante la presidencia de Grover Cleveland y cónsul general de la República de Cuba y Hong Kong británico bajo el presidente Theodore Roosevelt.

## Primeros años
Bragg nació en Unadilla, Nueva York siendo hijo de Margarette (Kohl) y Joel B. Bragg. Bragg asistió a las escuelas del distrito cuando era niño. Luego asistió a la academia local y al Geneva College (hoy Hobart College ) en Geneva, Nueva York donde fue uno de los miembros fundadores de la Sociedad Kappa Alpha. Dejó la universidad antes de graduarse, en 1847, y estudió derecho en las oficinas del juez Charles C. Noble. Fue admitido en el Colegio de Abogados del Estado de Nueva York en 1848 y trabajó como socio menor del Juez Noble hasta 1850.
En 1850, viajó al oeste en una gira de prospección en Wisconsin, con la intención de establecerse cerca de Green Bay. En el camino entre Chicago y Green Bay, reconoció el nombre de un excompañero de escuela en un letrero en Fond du Lac, Wisconsin y decidió establecerse allí.
Bragg rápidamente se destacó en Fond du Lac, asociándose con el Partido Demócrata. Fue elegido fiscal de distrito de Fond du Lac en 1853 y fue delegado de la Convención Nacional Demócrata de 1860 en Charleston, Carolina del Sur que nominó a Stephen A. Douglas y Herschel V. Johnson para presidente y vicepresidente de los Estados Unidos.

## Carrera militar
Cuando llegó la noticia de la Batalla de Fort Sumter, Bragg estaba involucrado en un caso en Oshkosh, Wisconsin donde actuaba como abogado defensor de una mujer que había sido acusada de asesinato. Solicitó un receso y regresó inmediatamente a Fond du Lac. Esa noche se dirigió a una asamblea en la ciudad y se levantó toda una compañía de voluntarios de "tres meses". Mientras Bragg arreglaba sus asuntos personales, llegó la llamada de otra ronda de voluntarios para que se alistaran durante tres años de servicio. Bragg reclutó a otra compañía y fue elegido capitán. La compañía fue conocida como "Rifles de Bragg" y se convertiría en la Compañía E del 6.º Regimiento de Infantería Voluntaria de Wisconsin.
El 6.º Regimiento de Wisconsin se organizó en Camp Randall en Madison, Wisconsin y entró en servicio el 16 de julio de 1861, bajo el mando del coronel Lysander Cutler. Se les ordenó que se dirigieran a Washington D. C., para prestar servicio en el teatro oriental de la guerra. Una vez en Washington, se organizaron en la Brigada del General Rufus King. Pronto se les unieron los regimientos 2.º de Wisconsin, 7.º de Wisconsin y 19.º de Indiana en lo que se conocería como la Brigada de Hierro del Ejército del Potomac. Desde este punto hasta el final de la guerra, Bragg participó en casi todas las batallas de la Brigada de Hierro.

### Washington (otoño de 1861 - Primavera de 1862)
El 6.º Regimiento de Wisconsin pasó el otoño de 1861 y la primavera de 1862 en piquetes cerca de Washington D. C., construyendo fortificaciones y perforando en preparación para el combate. Durante este tiempo, Bragg fue ascendido a mayor, el 17 de septiembre de 1861, y luego a teniente coronel, el 21 de junio de 1862, después de que el teniente coronel Benjamin Sweet fuera comisionado como coronel del nuevo 21.º Regimiento de Infantería Voluntaria de Wisconsin.

### Virginia del Norte (verano de 1862)
En abril de 1862, la Brigada de Hierro marchó hacia el sur y acampó en Falmouth, Virginia en el río Rappahannock, frente a Fredericksburg, Virginia donde permanecieron durante la mayor parte de la Campaña de la Península. En junio, fueron puestos brevemente en alerta para prepararse para reforzar al general George B. McClellan, pero finalmente no participaron.
En julio, después de que el general John Pope reemplazara a McClellan en el mando general del Ejército de la Unión, se asignó a la Brigada de Hierro para participar en redadas contra la infraestructura y la logística confederadas al sur de Rappahannock. El más notable es el asalto a Frederick's Hall, en la primera semana de agosto, destinado a cortar el ferrocarril central de Virginia. Parte del sexto regimiento de Wisconsin, incluido el teniente coronel Bragg, fue separado de la brigada y enviado en una marcha rápida hacia el río North Anna, donde descubrieron que una gran fuerza confederada estaba presente en su flanco. Se convocó a un consejo de oficiales para discutir si debían abandonar su incursión debido al peligro de ser aislados y capturados. Bragg, junto con el mayor Rufus Dawes y el teniente coronel Hugh Judson Kilpatrick, insistieron en que la redada debería continuar. La misión finalmente tuvo éxito ya que dos millas de la vía del Ferrocarril Central de Virginia fueron destruidas y los asaltantes de la Unión regresaron sanos y salvos a Falmouth.

### Segunda batalla de Bull Run (agosto de 1862)
La Brigada de Hierro llegó a Cedar Mountain, Virginia, dos días después de la batalla allí. Participaron en el entierro de los muertos y se involucraron en escaramuzas, dirigidas por el coronel Bragg, asociadas con la Primera Batalla de Rappahannock Station a lo largo de la nueva línea defensiva en el río Rappahannock.

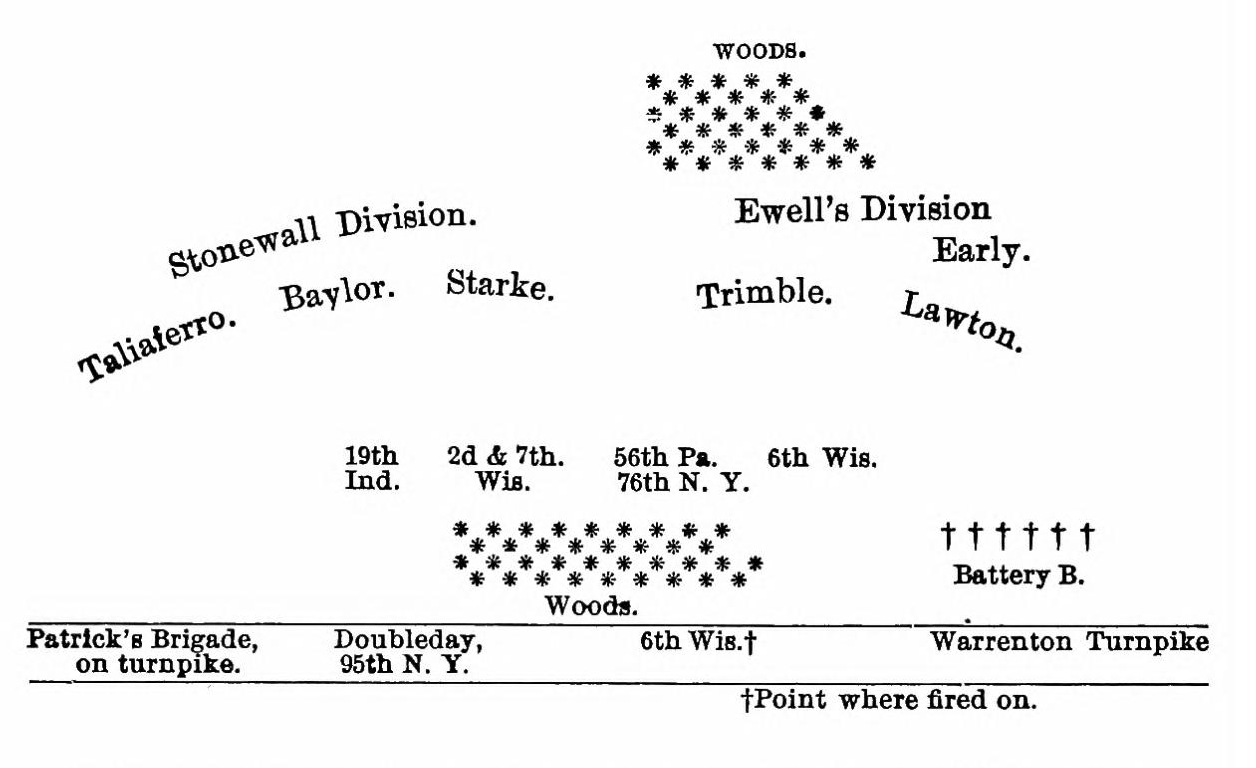
Boceto del Mayor Rufus Dawes de la ubicación de las fuerzas en la Batalla de Gainesville.

Después de que Stonewall Jackson maniobrara con éxito alrededor del flanco del ejército de la Unión, se dio la orden de replegarse a Centerville, Virginia en un intento de rodear el Cuerpo de Jackson. En la noche del 28 de agosto, mientras marchaba hacia el noreste con otras tres brigadas en Warrenton Turnkpike, la Brigada de Hierro se encontró con el Cuerpo de Jackson cerca de Gainesville, Virginia. El general Irvin McDowell, que estaba al mando de su división, estaba convencido de que los confederados representaban una fuerza intrascendente y ordenó a las brigadas que prosiguieran su marcha hacia Centerville. Sin embargo, cuando los confederados abrieron fuego de cañón, el general John Gibbon ordenó a la Brigada de Hierro que se enfrentara al enemigo e intentara capturar la artillería. Se produjo una dura batalla cuando la Brigada de Hierro se enfrentó a un asalto combinado de cinco brigadas del Cuerpo de Stonewall Jackson. Durante la batalla, el coronel Cutler resultó gravemente herido. El teniente coronel Bragg tomó el mando del 6.º Regimiento de Wisconsin y permanecería al mando del regimiento durante la mayor parte de los dos años siguientes. Bragg y el 6.º Regimiento de Wisconsin mantuvieron el extremo derecho de la línea contra las brigadas de Isaac R. Trimble y Alexander Lawton.
La lucha en Gainesville se refiere a menudo en documentos históricos como la "Batalla de Gainesville" y representó el primer día de lucha en la Segunda Batalla de Bull Run. A pesar de ser superados en número por más de 3 a 1, la brigada se mantuvo firme y la lucha terminó de manera indecisa alrededor de la medianoche. Aquí es donde el apodo de "Brigada de Hierro" se aplicó por primera vez a su unidad.
Bragg y la Brigada de Hierro estaban descansando y permanecieron en reserva durante el segundo día de batalla, pero se reincorporaron a la lucha el tercer día, el 30 de agosto de 1862, en apoyo del V Cuerpo de Fitz John Porter y su desafortunado asalto frontal en Posición de Jackson. Mientras el ataque flaqueaba y el masivo ataque de flanqueo confederado comenzó a materializarse, Bragg mantuvo a su regimiento en línea y desplegó escaramuzadores para frenar el ataque enemigo. Cuando el ejército de la Unión retrocedió, se ordenó a Bragg que organizara el Sexto Regimiento de Wisconsin para actuar como retaguardia. El 6.º Regimiento de Wisconsin fue el último en retirarse, marchando en una retirada ordenada durante casi una milla a la vista de ambos ejércitos opuestos.
Cuando el Ejército de la Unión se retiró del campo en la noche del 30 de agosto, el general Philip Kearny ordenó a la Brigada de Hierro que actuara como retaguardia del ejército. Bragg y el Teniente Coronel Lucio Fairchild lograrían la acción, el establecimiento de piquetes y fogatas falsas para engañar al enemigo.

### Maryland y Antietam (septiembre de 1862)
Después del fracaso de la campaña de Pope, el general McClellan volvió al mando del Ejército de la Unión. El general Robert E. Lee tomó la iniciativa e invadió Maryland. La Brigada de Hierro, ahora designada como Cuarta Brigada, Primera División, en el I Cuerpo de Joseph Hooker, se unió a la persecución de Lee en Maryland y se encontró con su ejército en South Mountain, al sur de Hagerstown, Maryland.
En la Batalla de South Mountain, el 14 de septiembre de 1862, la Brigada de Hierro recibió instrucciones especiales para avanzar por la Carretera Nacional y enfrentarse a la brigada de Alfred H. Colquitt en Turner's Gap. El coronel Bragg comandó el 6.º Regimiento de Wisconsin protegiendo el flanco derecho del ataque, maniobrando su regimiento en buen orden sobre terreno difícil, luego subiendo la pendiente del campo para obtener un campo de fuego favorable sobre la posición enemiga. Desde su posición ventajosa, el general McClellan pudo ver los combates y más tarde le escribió al gobernador de Wisconsin, Edward Salomon, "Le ruego que agregue mi gran admiración por la conducta de los tres regimientos de Wisconsin en la brigada del general Gibbon. Los he visto bajo fuego actuando de una manera que refleja el mayor crédito y honor posible sobre ellos mismos y su estado. Son iguales a las mejores tropas de cualquier ejército del mundo ".
Lee evacuó South Mountain esa noche, pero McClellan lo alcanzó nuevamente en Antietam Creek, cerca de Sharpsburg, Maryland el 16 de septiembre de 1862. Esa noche, la Brigada de Hierro, junto con el resto del I Cuerpo, cruzó Antietam Creek y tomó posición en el extremo derecho de la línea Union.
Al amanecer, comenzó la Batalla de Antietam con el I Cuerpo avanzando bajo fuego de artillería. Bragg lideró al 6.º Regimiento de Wisconsin en el extremo derecho del avance de la Unión, donde fueron atacados desde los bosques en su flanco derecho. Bragg, a pesar de haber recibido un disparo en el bombardeo inicial, ordenó a los hombres que reformaran y devolvieran el fuego al bosque. Bragg colapsó y fue llevado a la retaguardia. Pudo regresar al regimiento alrededor del mediodía, pero aún no estaba en condiciones de regresar al servicio.
A raíz de la batalla, uno de los sargentos escribió por error a la esposa de Bragg informándole que había sido asesinado. La historia se difundió en Wisconsin y resultó en que su obituario apareciera en varios periódicos.
Antes de Antietam, Bragg recibió solicitudes de Wisconsin para postularse para el Congreso como demócrata de guerra en la boleta del Partido Unión Nacional. Bragg había respondido: "No rechazaré una nominación en la plataforma, el gobierno debe ser sostenido, pero mis servicios no pueden ser retirados del campo". Yo mando el regimiento, y no puedo salir en tiempos como estos". Sin embargo, después de la batalla, recibió la noticia de que había sido nominado por la convención de distrito del Partido Unión Nacional. Finalmente perdió las elecciones ante el demócrata pacifista, Charles A. Eldredge.

### Fredericksburg y Chancellorsville (invierno de 1862 - Primavera de 1863)
En el invierno de 1862-1863, hubo dos ofensivas de la Unión más intentadas contra Fredericksburg, Virginia. Bragg dirigió al regimiento a través de la Batalla de Fredericksburg y la abortada Marcha del Mud, pero no participaron en combates serios en ninguna de las campañas. La Brigada de Hierro pasó la mayor parte del resto del invierno acampada en Belle Plains, Virginia, donde se reorganizaron y reabastecieron. Durante este tiempo, Bragg recibió su ascenso oficial a coronel, a partir del 10 de marzo de 1863, y fue uno de los varios oficiales invitados a reunirse con el presidente Abraham Lincoln.
La campaña se reanudó en abril de 1863 bajo el mando del general Joseph Hooker, ahora al mando general del Ejército del Potomac. En la Batalla de Chancellorsville, la Brigada de Hierro se encargó de asegurar la creación de un puente de pontones en Fitz Hughes Crossing en Rappahannock, al sureste de Fredericksburg. Después de que los ingenieros del puente fueron atacados desde el otro lado del río, el coronel Bragg recibió la tarea de forzar un cruce y asegurar la orilla opuesta del río. En una hora, Bragg había asegurado la cabeza de playa y había tomado a casi 200 prisioneros confederados. Bragg y el 6.º Regimiento de Wisconsin recibieron felicitaciones especiales de su comandante de división, el general James S. Wadsworth, por la atrevida incursión. Después de cruzar, se les unió el VI Cuerpo y el resto del I Cuerpo, formando el ala izquierda del ataque de Hooker. Sin embargo, después de permanecer en posición durante dos días bajo los bombardeos enemigos, el 2 de mayo, el I Cuerpo y la Brigada de Hierro fueron llamados a cruzar de regreso al lado norte del río y moverse hacia el oeste para reforzar Hooker en Chancellorsville. Finalmente, Hooker se vio obligado a retirarse y la Brigada de Hierro y su División actuaron nuevamente como retaguardia para la retirada de la Unión.
El coronel Bragg se enfermó gravemente después de Chancellorsville, posiblemente debido a las malas condiciones climáticas durante la batalla, combinado con una herida que recibió al ser pateado por el caballo del mayor John Hauser. Permaneció en su tienda intentando recuperarse, pero, a principios de junio, fue enviado a un hospital en Washington D. C.. Mientras estaba enfermo, Bragg se perdió toda la campaña de Gettysburg, dejando al regimiento bajo el mando del teniente coronel Rufus Dawes, quien cumplió con su heroico deber al frente del regimiento el primer día de la Batalla de Gettysburg. El coronel Bragg intentó brevemente regresar al regimiento en los días posteriores a la Batalla de Gettysburg, pero todavía estaba demasiado enfermo para participar y tuvo que regresar nuevamente para recibir atención médica.

### Bristoe, Mine Run y Reorganización (otoño de 1863 - Primavera de 1864)
El coronel Bragg regresó al 6.º Regimiento de Wisconsin alrededor del 28 de agosto de 1863 y los encontró acampados cerca de la estación Rappahannock. En la campaña de Bristoe y la Batalla de Mine Run, la Brigada de Hierro participó en una serie de maniobras rápidas, pero no participó en combates serios.
En enero de 1864, el 6.º Regimiento de Wisconsin alcanzó oficialmente el estatus de veterano y aquellos que se volvieron a alistar recibieron un permiso para regresar a Wisconsin. Bragg y los veteranos reenganchados viajaron en tren y fueron celebrados en una ceremonia en Milwaukee, organizada por el exgobernador Edward Salomon, el alcalde de Milwaukee Edward O'Neill y el ex contraparte del segundo regimiento de Wisconsin de Bragg, el general Lucius Fairdhild (quien acababa de ser elegido secretario de Estado de Wisconsin).

### Campaña de Overland (verano de 1864)
En marzo de 1864, el general Ulysses S. Grant fue nombrado comandante del Ejército de la Unión en el teatro de Virginia, en sustitución del general George Meade, que había estado al mando desde la campaña de Gettysburg. Ese mismo mes, los veteranos de la Brigada de Hierro regresaron al campamento y se dedicaron a la perforación y reorganización bajo el nuevo comandante. Para la siguiente fase de la guerra, serían la 1.ª Brigada, 4.ª División, en el V Cuerpo de Gouverneur K. Warren.
El 3 de mayo de 1864, regresaron a la campaña, marchando desde su campamento en Culpeper Court House. Llegaron a Wilderness Tavern al sur del río Rapidan al anochecer el 4 de mayo. En la mañana del 5 de mayo, la Brigada de Hierro, junto con su división, marchó hacia el suroeste y se encontró con el enemigo en el bosque al comienzo de lo que se convirtió en la Batalla de la espesura. La lucha en el bosque fue confusa y, después de entablar combate con el enemigo, el coronel Bragg salió corriendo por su cuenta para intentar identificar la ubicación de otros regimientos de la Unión cercanos, casi cayendo en manos del enemigo.
Esa tarde, su división recibió nuevas órdenes de separarse y avanzar hacia el sur para reforzar el II Cuerpo de Winfield Scott Hancock y el VI Cuerpo de John Sedgwick. Cerca del amanecer del 6 de mayo, la lucha se reanudó cuando Sedgwick lanzó su ataque. La Brigada de Hierro atacó el flanco izquierdo del Tercer Cuerpo Confederado bajo A. P. Hill. Aunque inicialmente tuvo éxito, la ofensiva se estancó cuando los elementos del Primer Cuerpo Confederado bajo James Longstreet llegaron y contraatacaron. Las fuerzas de la Unión retrocedieron bajo el contraataque confederado, pero se estabilizaron a lo largo de Brock Road, entre Wilderness Tavern y Todds Tavern, Virginia.
Después de la lucha contra el 6 de mayo, el coronel Bragg fue puesto al mando de la "Pennsylvania Bucktail Brigade" por el General Lysander Cutler. Cutler, que había sido el oficial al mando original de Bragg en el 6.º Regimiento de Wisconsin, se había convertido en el comandante de la División con la muerte del general James S. Wadsworth en los combates ese mismo día. Bragg reemplazó al coronel Roy Stone, quien, según los informes, estaba borracho durante la batalla del 5 y el 6 de mayo. En ambos días, su brigada se había desempeñado mal, marchando y disparando de manera desorganizada, dispersándose frente a los escaramuzadores confederados y disparando accidentalmente a miembros de su propia unidad. Stone finalmente fue relevado del mando después de que su caballo cayó encima de él cuando sus líneas se rompieron nuevamente durante el ataque del 6 de mayo. El coronel Bragg dirigió la brigada durante la mayor parte del resto de la Campaña de Overland. Su liderazgo estabilizó a la brigada y se desempeñaron admirablemente en las batallas de Spotsylvania, North Anna, Totopotomoy Creek y Cold Harbor, donde entregó el mando de la brigada al héroe de Gettysburg, Joshua Chamberlain.
En la noche del 7 de mayo, se ordenó al V Cuerpo que avanzara hacia el sureste hacia Spotsylvania Courthouse, Virginia mientras Grant intentaba maniobrar a su ejército entre Lee y el capitolio confederado, Richmond. Al llegar a Laurel Hill, al noroeste de Spotsylvania Courthouse, en la mañana del 8 de mayo, encontraron que una fuerza confederada ya había llegado al sitio y ocupaba fuertes posiciones defensivas. La brigada de Bragg participó en cuatro asaltos de la Unión contra las fortificaciones confederadas entre el 8 y el 12 de mayo. En la tarde del 12 de mayo, marcharon a su izquierda y se enzarzaron en la lucha en el "Ángulo Sangriento".
Una vez más, el coronel Bragg fue reportado incorrectamente muerto en acción después de los enfrentamientos en Spotsylvania. Una carta del coronel Thomas Allen anunció su muerte (junto con la muerte del teniente coronel Rufus Dawes y el capitán John Azor Kellogg) y fue ampliamente reimpresa en varios periódicos de Wisconsin. Los tres oficiales estaban realmente vivos y relativamente ilesos (aunque Kellogg había sido hecho prisionero).
Después de días de escaramuzas y bombardeos en las fortificaciones alrededor de Spotsylvania Courthouse, Virginia, el V Cuerpo recibió nuevamente la orden de moverse hacia el sur, continuando la maniobra hacia Richmond, Virginia. Después de detenerse en la estación de Guinea y el río Po, cruzaron el río North Anna cerca del anochecer el 23 de mayo de 1864. Esa noche, antes de que pudieran establecer completamente sus líneas de batalla, fueron atacados por confederados del Tercer Cuerpo de A. P. Hill en la primera acción de la Batalla de North Anna. Después de ceder terreno inicialmente, la división se recuperó y expulsó a los confederados del campo. Después de más días de estancamiento arraigado, en la noche del 26 de mayo, Grant nuevamente ordenó a las divisiones de la Unión que evacuaran sigilosamente sus líneas y avanzaran hacia el sur alrededor del flanco derecho confederado. Cruzaron el río Pamunkey el 28 de mayo y establecieron líneas defensivas detrás de la batalla de caballería de Haw's Shop. Se movieron nuevamente el 29 de mayo y el 30 de mayo, encontrando divisiones del 1er Cuerpo Confederado en la Batalla de Totopotomoy Creek y los repelieron.
Durante las siguientes dos semanas, estuvieron involucrados en la guerra de trincheras de la Batalla de Cold Harbor. El 6 de junio, en medio de esta batalla, la brigada de Pensilvania de Bragg se separó de la división y Bragg fue puesto al mando de la Brigada de Hierro. El relato del coronel Bragg de las acciones de la brigada de Pensilvania durante la Campaña de Overland se puede encontrar en los Registros Oficiales de Guerra, Serie 1, Volumen 36, Parte 1, Ítem 141.

### Campaña de Petersburg (verano de 1864 - Primavera de 1865)

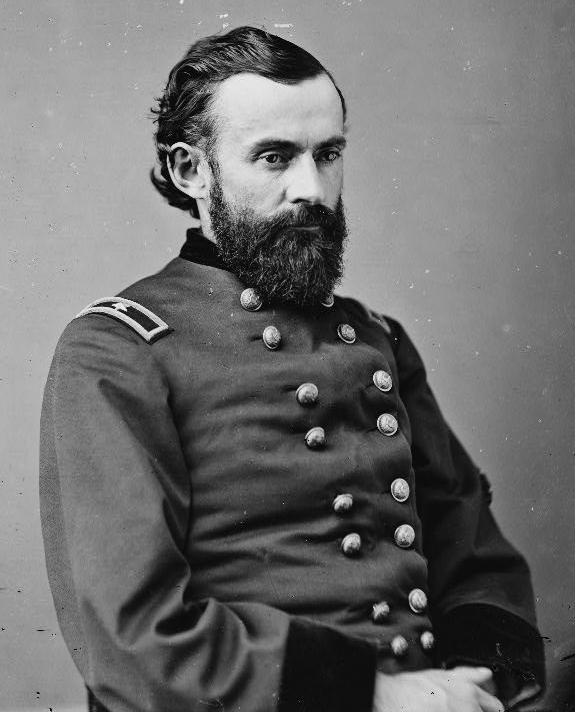
Bragg después de la promoción a general de brigada

El 12 de junio, hicieron otra evacuación repentina de su posición y cruzaron el río James, entablando la Campaña de Petersburg y atrincherando el sureste de la ciudad. El 18 de junio, participaron en la inútil carga contra las defensas de Petersburgo en la Segunda Batalla de Petersburg. En la batalla, la Brigada de Hierro fue parte de un asalto general a la línea confederada, cargando media milla sobre campo abierto hacia el enemigo. Se les ordenó que se detuvieran bajo el fuego enemigo y esperaron allí a los regimientos de la Unión a su izquierda, que habían entrado en pánico y estaban desorganizados. Finalmente, después de casi dos horas bajo fuego, se retiraron a sus trincheras. En su informe de la batalla, el comandante de su división, el general Lysander Cutler, dijo: "En este asunto perdí entre muertos y heridos aproximadamente un tercio de los hombres que tenía conmigo, y entre ellos muchos oficiales valiosos". Continuó diciendo que nunca llegaron a setenta y cinco yardas de las líneas enemigas.
Durante las próximas semanas, permanecieron en posición de sitiar a Petersburg. Permanecieron en la línea de trincheras (donde podrían estar sujetos al fuego de francotiradores y artillería) hasta el 26 de junio, cuando fueron relevados temporalmente. Durante este tiempo, el coronel Bragg recibió noticias de su ascenso oficial a general de brigada, a partir del 25 de junio de 1864. Giraron de regreso a las trincheras unas semanas más tarde.
Permanecieron comprometidos en el asedio durante el resto del año y hasta principios de 1865. El 30 de julio, una mina de zapadores de la Unión detonó explosivos debajo de la trinchera Confederada, lo que resultó en un día de lucha en lo que se llama la Batalla del Cráter. El 18 de agosto de 1864, fueron parte de la exitosa incursión de la Unión, conocida como la Batalla de Globe Tavern, para cortar el ferrocarril de Weldon y reducir las líneas de suministro para los defensores de Petersburgo. En octubre, hubo otro intento, conocido como la Batalla de Boydton Plank Road, de cortar otra línea de suministro confederada, pero el ataque fue retirado.
La batalla final de la guerra del general Bragg fue la Batalla de Hatcher's Run, que tuvo lugar el 6 de febrero de 1865, cerca del sitio de la Batalla de Boydton Plank Road. La Brigada de Hierro sufrió muchas bajas y, tras la batalla, tuvo que ser reorganizada significativamente. El general Bragg fue convocado a Washington con cuatro regimientos y luego enviado a Baltimore para supervisar el transporte de los reclutas. Permaneció en Baltimore hasta el final de la guerra. Se reunió el 9 de octubre de 1865.

## Carrera política
Después de la guerra, Bragg regresó a su práctica legal en Fond du Lac, Wisconsin.

### Controversia de nombramientos de Johnson
En 1866, el general Bragg fue nombrado director de correos de Fond du Lac por el presidente Andrew Johnson. Esto ocurrió cuando las tensiones comenzaban a aumentar entre el presidente Johnson y el Congreso Republicano Radical. En febrero de 1867, el Senado votó para rescindir el nombramiento de Bragg, junto con varios otros nombramientos de Johnson. Johnson posteriormente nominó a Bragg para ser Asesor de Rentas Internas para el cuarto distrito de Wisconsin, que el Senado de los Estados Unidos también derrotó.

### Minoría democrática
Más tarde, en 1867, el general Bragg ganó las elecciones al Senado del Estado de Wisconsin del 20.º distrito senatorial, sirviendo en las 21.ª y 22.ª Legislaturas de Wisconsin (1868 y 1869). No se postuló para la reelección en 1869, pero permaneció extremadamente activo en la política demócrata, haciendo campaña por las entradas demócratas y postulándose para el cargo varias veces. En su mayoría, no tuvo éxito durante los siguientes años, ya que la política republicana siguió siendo dominante en Wisconsin.
En 1868, Bragg fue miembro del comité ejecutivo de la Convención Nacional de "Soldados y Marineros Conservadores" que era parte de la Convención Nacional Demócrata de 1868 en Nueva York. La convención de soldados y marineros favoreció la nominación del mayor general Winfield Scott Hancock para presidente, pero finalmente no tuvo éxito, ya que la convención nominó al ex gobernador de Nueva York, Horatio Seymour. Bragg hizo una vigorosa campaña por la candidatura demócrata en el otoño, aunque los periódicos comentaron que no parecía compartir las opiniones del candidato sobre el sufragio afroamericano. También fue delegado de la Convención Nacional Demócrata de 1872, que nominó a Horace Greeley.
Fue el candidato demócrata a la Fiscalía General de Wisconsin en 1871, pero fue derrotado junto con toda la candidatura demócrata.
En las reñidas elecciones al Senado de Estados Unidos de 1875 en la Legislatura de Wisconsin, Bragg fue la elección del grupo demócrata, que se cree que es un candidato de compromiso potencial para los catorce republicanos que se habían comprometido a evitar la reelección de Matthew H. Carpenter. Sin embargo, después de que ningún candidato pudo obtener la mayoría mediante varias votaciones, surgió un nuevo candidato de compromiso en Angus Cameron. Cameron finalmente fue elegido en la duodécima votación.
En asuntos más locales, Bragg se involucró en una disputa de años con el congresista Charles A. Eldredge, quien lo había derrotado postulándose en una plataforma pacifista en las elecciones al Congreso de 1862. En 1874, Bragg logró derrotar a Eldredge en las primarias locales y llevar una lista de delegados a la convención de distrito, lo que impidió la renominación de Eldredge. Pero la nominación finalmente fue para Samuel D. Burchard. Bragg regresó dos años después, sin embargo esta vez derrotó a Burchard en su intento de renominación.

### Congreso de los Estados Unidos
En noviembre de 1876, Bragg fue elegido para representar al 5.º distrito congresional de Wisconsin en el 45.º Congreso de los Estados Unidos. Bragg ganaría la reelección en 1878 y 1880, pero, después de la redistribución de distritos en 1881, no pudo ganar la reelección en 1882.
Durante estos seis años en el Congreso, Bragg fue presidente del Comité de Gastos en el Departamento de Justicia de 1877 a 1879 y del Comité de Reclamaciones de Guerra de 1879 a 1881. Fue nuevamente, un delegado a la Convención Nacional Demócrata en 1880, que nominó al general Winfield Scott Hancock.
Después del censo de 1880, se llevó a cabo la redistribución de distritos y el condado de Bragg, Fond du Lac, se trasladó del 5.º distrito del Congreso al distrito 2.º distrito. Bragg ahora se encontraba en una intensa contienda por la re-nominación contra Arthur Delaney del condado de Dodge. En los días previos a su asistencia a la convención en septiembre, sin embargo, Bragg fue arrestado y acusado de un fraude financiero derivado de una transacción con la institución Tremont House en Chicago. Aunque los cargos finalmente se retiraron, la controversia probablemente perjudicó sus posibilidades de renombrar. En la convención, la votación quedó estancada en cientos de boletas con delegados de los dos candidatos que no estaban dispuestos a comprometerse. El asunto se resolvió cuando Bragg tuvo que dejar la convención para asistir a la boda de su hija (un ex aliado, Daniel H. Sumner, convenció a un grupo de delegados para que lo eligieran como candidato de compromiso en la votación número 1.601). Bragg inicialmente consideró una oferta independiente, pero decidió no hacerlo, afirmando que se retiraba de la política.
Mientras estaba en el Congreso, Bragg había sido uno de los tres demócratas que votaron en contra de la Ley de Exclusión China de 1882.

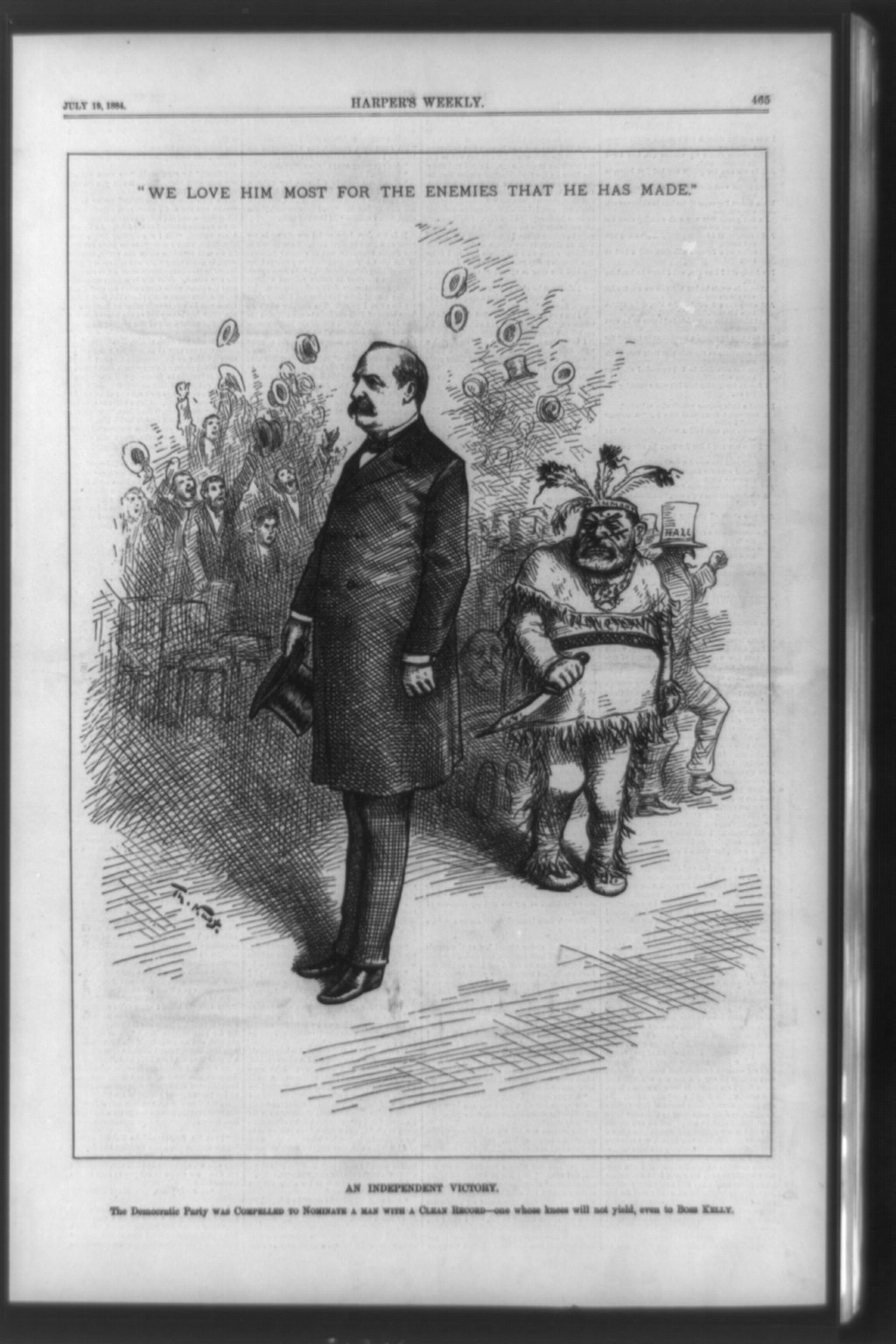
El eslogan creado por Bragg para referirse a Grover Cleveland,
Lo amamos por los enemigos que hizo. En Harper's Weekly, 1884.

Sin embargo, el general Bragg siguió involucrado en la política estatal. En 1884, volvió a ser delegado de la Convención Nacional Demócrata. En esa convención, secundó la nominación de Grover Cleveland para la presidencia diciendo "Lo amamos por los enemigos que creó" (refiriéndose a los conflictos de Cleveland con la corrupta organización Tammany Hall). La frase se convirtió en un eslogan para la su campaña presidencial y Cleveland fue elegido vigesimosegundo presidente de los Estados Unidos en noviembre de 1885.
Ese mismo otoño, Bragg nuevamente buscó la nominación demócrata para el Congreso en la convención de distrito, celebrada en Beaver Dam, Wisconsin en septiembre. Daniel H. Sumner buscaba una nueva designación, Arthur Delaney volvió a ser el principal rival, con el juez Hiram W. Sawyer del condado de Washington también en la contienda. La votación volvió a estancarse sin que ningún candidato consiguiera la mayoría. Finalmente, antes de la votación número 150, Sawyer y Sumner se retiraron del concurso, lo que permitió a Bragg ganar la nominación en una votación de 15 a 13 sobre Delaney.
Bragg ganó las elecciones generales de noviembre con un 55% sobre el republicano Samuel S. Barney. Durante el 49.º congreso de Estados Unidos (1885 – 1887) Bragg fue presidente del Comité de Asuntos Militares.
En 1886, Bragg se enfrentó nuevamente a una convención impugnada cuando buscaba una nueva designación. Delaney fue su principal rival, de nuevo, y, una vez más, se produjo una amarga y prolongada lucha por la convención. En la votación número 216, Delaney finalmente pudo asegurar la nominación de Bragg. Delaney, sin embargo, fue derrotado en las elecciones generales.

### Separación de los demócratas
Bragg regresó a su práctica legal en Fond du Lac, Wisconsin, pero regresó a la oficina pública en enero de 1888, cuando fue nombrado Ministro de los Estados Unidos (Embajador) en México por el presidente Grover Cleveland. Ocupó el cargo hasta que su sucesor fue nombrado y confirmado, en mayo de 1889, bajo la administración del presidente Benjamin Harrison. Como diplomático, se decía que Bragg había establecido una buena relación con el presidente mexicano Porfirio Díaz, y le gustaba el país y su tiempo allí. En 1893, cuando el presidente Cleveland regresó a su cargo, Bragg solicitó una nueva designación para el cargo. A pesar del fuerte respaldo de la delegación del Congreso de Wisconsin en 1893 — y cuando el escaño se volvió a abrir en 1895 — Cleveland no volvió a nombrar al general Bragg, en lo que se tomó como un desaire.
Después de regresar de México en 1889, Bragg volvió nuevamente a su carrera legal y política estatal. En 1890 se estaba organizando para otro intento de elección al Senado de los Estados Unidos, pero finalmente hizo un trato con William Freeman Vilas, por el cual Bragg apoyaría a Vilas en 1891 y, a su vez, tendría el apoyo de Vilas en la elección del Senado de 1893, asumiendo que los demócratas todavía tenían la mayoría en la legislatura de Wisconsin en ese momento. Esta consideración probablemente también influyó en su decisión de involucrarse en los famosos casos de manipulación de distritos de 1892 de Cunningham, en los que defendió un desafío a la ley de redistribución de distritos de 1891 de los demócratas ante la Corte Suprema de Wisconsin. Sin embargo, la Corte, en una opinión bipartidista, se puso del lado de los contendientes y el mapa del distrito fue rechazado como un gerrymander partidista inconstitucional.
A pesar de la derrota judicial, los demócratas obtuvieron mayorías masivas en la legislatura de Wisconsin en las elecciones de 1892, pero Bragg no se benefició en última instancia de ello en las elecciones senatoriales. El caucus demócrata quedó estancado en una carrera a tres bandas entre Bragg, John H. Knight de Ashland y John L. Mitchell de Milwaukee. En la 31.ª votación, la delegación de Knight se quebró a favor de Mitchell. Los partidarios de Bragg lo vieron como una traición de Vilas, quien fue visto como un partidario de Mitchell. Posteriormente, en la convención estatal demócrata de 1894, se favoreció a Bragg para la nominación a gobernador, pero se negó.
En 1896, Bragg fue una vez más uno de los líderes de la delegación de Wisconsin a la Convención Nacional Demócrata de ese año en Chicago. Sin embargo, Bragg estaba profundamente preocupado por la nominación de William Jennings Bryan y el ascenso de los "fanáticos populistas". Bragg amenazó con votar por el republicano William McKinley. Se convirtió en uno de los líderes de un cisma demócrata, llamado Partido Nacional Demócrata, y fue candidato a presidente en su convención en Indianápolis en septiembre. McKinley ganó las elecciones, llevando a Wisconsin aproximadamente al margen exacto que había predicho Bragg (100.000 votos).
El cisma resultaría permanente para Bragg, quien apoyó a McKinley para la reelección en 1900, así como para los republicanos estatales, como los candidatos a gobernador Edward Scofield en 1898 y Robert M. La Follette en 1900. En mayo de 1902, el presidente Theodore Roosevelt lo nombró cónsul general en La Habana, Cuba que recientemente había ratificado su constitución respaldada por Estados Unidos. Pero no estaba contento con la asignación, por lo que, en septiembre de 1902, fue reasignado a Hong Kong, entonces una colonia de la Corona británica, sirviendo hasta 1906.

## Vida personal

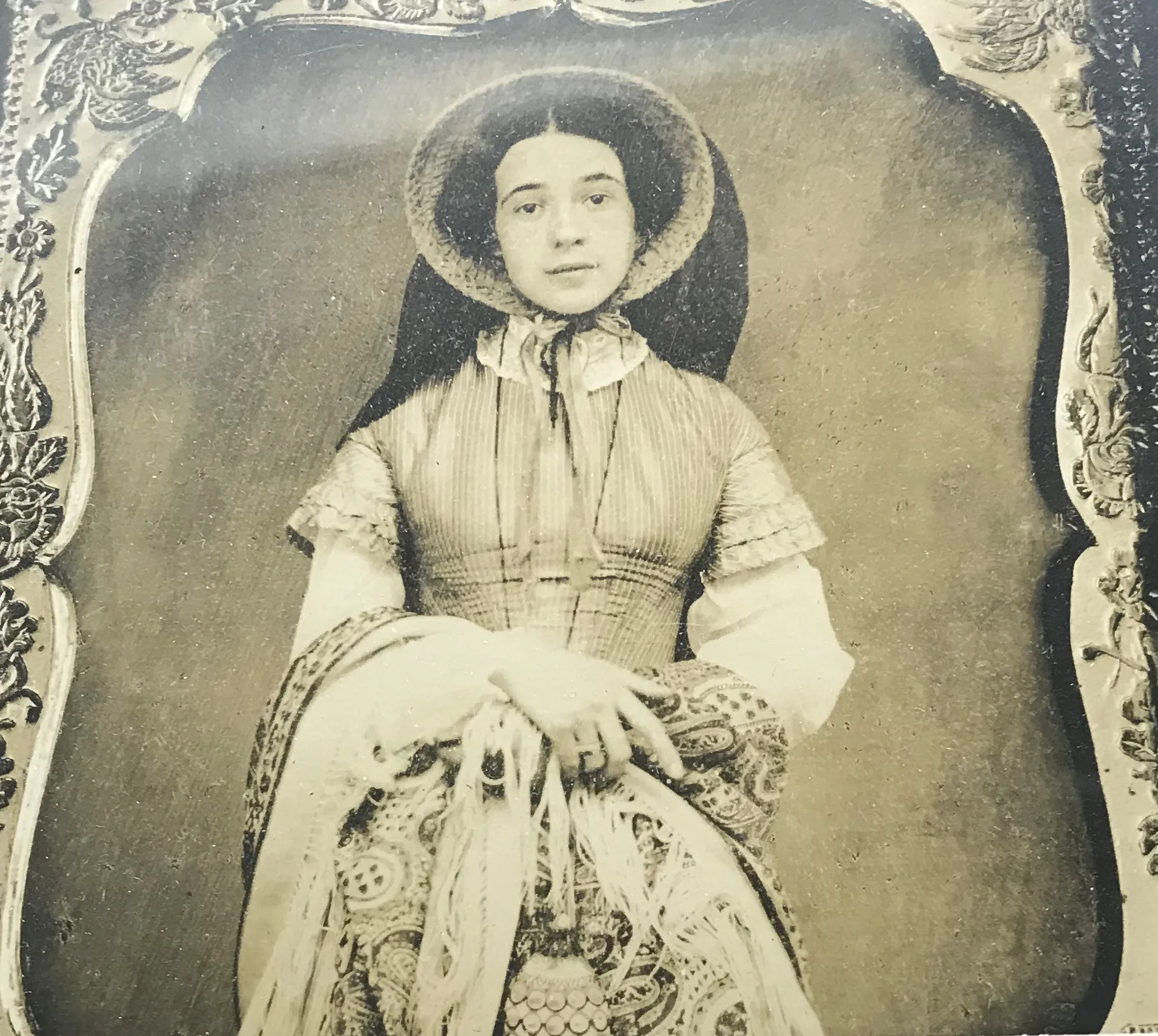
Cornelia, esposa de Edward S. Bragg.

Bragg se casó con Cornelia Colman el 2 de enero de 1854. Cornelia era nieta del coronel Nathaniel Rochester, que era el homónimo y uno de los fundadores de Rochester, Nueva York. Tuvieron tres hijos y tres hijas, aunque dos de sus hijos murieron en la infancia. Su hija menor, Bertha, se casó con George Percival Scriven, quien se convertiría en el primer presidente del Comité Asesor Nacional de Aeronáutica, el precursor de la NASA.
Bragg era primo de Frederick William Benteen, un capitán senior (general de brigada brevet) de la Séptima Caballería de Estados Unidos al mando de George Armstrong Custer. Benteen fue una figura importante en la desafortunada Batalla de Little Bighorn y el Mayor Marcus Reno lo destacó por su liderazgo durante los dos días de lucha que soportaron los sobrevivientes. Benteen mencionó su relación con Bragg en una carta a Theodore Goldin fechada el 10 de febrero de 1896 (Benteen-Goldin Letters, Carroll, 1974).
También era primo del general del ejército confederado Braxton Bragg. Aunque los dos Bragg fueron los principales participantes en el enjuiciamiento de la Guerra Civil, nunca se encontraron en la batalla.
El general Bragg sufrió un derrame cerebral paralítico el 19 de junio de 1912 y falleció al día siguiente en su casa de Fond du Lac, Wisconsin. Fue enterrado en el cementerio Rienzi de Fond du Lac.

## Otras lecturas
- Wilson; Fiske, eds. (1888). «Bragg, Edward Stuyvesant». Appletons' Cyclopædia of American Biography. Volume 1 (Aaron–Crandall). New York: D. Appleton and Company. p. 356.
- Derby, George; White, James Terry (1893). «Bragg, Edward Stuyvesant». The National Cyclopædia of American Biography. New York: J. T. White Company. pp. 33-34. Consultado el 11 de junio de 2020.
- Eicher, John H.; Eicher, David J. (2001). Civil War High Commands. Stanford, California: Stanford University Press. p. 141. ISBN 0-8047-3641-3. Consultado el 12 de junio de 2020.
- Dawes, Rufus R. (1890). Service with the Sixth Wisconsin Volunteers. Marietta, Ohio: E. R. Alderman & Sons. Consultado el 5 de julio de 2020.
- Quiner, Edwin Bentley (1866). «The Iron Brigade of the West». The Military History of Wisconsin. Chicago: Clark & Co. pp. 443-482. Consultado el 5 de julio de 2020.
- United States War Record Office (1880). The War of Rebellion: A Compilation of the Official Records of the Union and Confederate Armies. Series 1, vol. 36:1. Washington, D.C.: United States Government Publishing Office. Consultado el 13 de julio de 2020.
- United States War Record Office (1880). The War of Rebellion: A Compilation of the Official Records of the Union and Confederate Armies. Series 1, vol. 36:3. Washington, D.C.: United States Government Publishing Office. Consultado el 13 de julio de 2020.